# Franco Freda
Franco «Giorgio» Freda (nacido el 11 de febrero de 1941) es uno de los principales intelectuales neo-nazis y neo-fascistas de la extrema derecha italiana de la posguerra. Fundó una editorial para el pensamiento neo-nazi y se describió a sí mismo como admirador de Hitler. Fue condenado pero luego absuelto por falta de pruebas de su participación en el atentado de la Piazza Fontana. Fundó el Fronte Nazionale, el cual fue disuelto por el gobierno italiano en 2000 cuando Freda y otros cuarenta y ocho miembros fueron encontrados culpables de intentar restablecer el Partido Nacional Fascista.

## Biografía
Freda nació en Padua, Italia. Comenzó su carrera política como líder de la FUAN-Caravella de Padua (la asociación de estudiantes universitarios del Movimiento Social Italiano) cuando era estudiante de derecho.
En 1963 fundó el Grupo de Ar, basado en la filosofía de Julius Evola, y gestionó una biblioteca de extrema derecha. Más tarde, cuando el Grupo de Ar fue disuelto, fundó las Edizioni di Ar (Ediciones de Ar), una editorial que publicaba libros de figuras tradicionalistas como Evola y René Guenon. Edizioni di Ar sigue activa hoy en día y continúa ofreciendo ensayos filosóficos y políticos contemporáneos de extrema derecha, así como reeditando libros de escritores del siglo XIX y XX como Arthur de Gobineau, Oswald Spengler, Friedrich Nietzsche y Alfred Baeumler.
En 1969, Freda publicó La Desintegración del Sistema, que se convirtió en un texto importante para la extrema derecha italiana. En este libro, Freda rompió la postura anticomunista clásica de la extrema derecha y propuso una alianza estratégica entre la extrema izquierda y la extrema derecha para subvertir la sociedad capitalista. El enfoque ideológico de Freda justificaba la fusión de ultra-radicales de flancos opuestos en una lucha común contra el estado liberal occidental y el comunismo soviético (que también era opuesto por el régimen de Mao en China).
También comenzó a criticar el liderazgo del MSI, acusándolo de comprometerse con la «agonizante democracia de la República». Esta posición, junto con la propuesta de un Estado jerárquico y colectivista que encontraba sus raíces explícitamente en Platón, le valió el título de «nazimaoísta». La ideología de Freda influyó en muchos grupos de extrema derecha italianos de la década de 1970, como la Lotta di Popolo y la Terza Posizione.
Freda se autodenominaba «estudioso de la etnicidad» y propuso los principios de un llamado «racismo morfológico». También se describió a sí mismo como admirador de Hitler. Después de contactos con Pino Rauti, participó en las actividades de Ordine Nuovo, aunque nunca se unió formalmente al movimiento.
A partir de 1971, fue procesado varias veces, especialmente por su presunta participación en el atentado de la Piazza Fontana. Aunque finalmente fue absuelto de su participación en el atentado, pasó varios años en prisión por el delito de "asociación subversiva".
En 1990 fundó el movimiento de extrema derecha Fronte Nazionale y comenzó a publicar la revista L'Antibancor, sobre estudios económicos y financieros.
Fronte Nazionale, que se oponía tanto a la globalización como a la sociedad multicultural, fue disuelto por el gobierno italiano en 2000, con base en la ley Mancino. Freda y otros 48 miembros fueron declarados culpables de «reconstrucción del partido fascista» (lo cual es ilegal en Italia).
Freda sigue presente en la escena de extrema derecha como ideólogo y editor, aunque sus apariciones públicas y escritos son poco frecuentes.

## Presunta participación en el atentado de Piazza Fontana
El 3 de marzo de 1972, Freda, su amigo Giovanni Ventura y Pino Rauti, un organizador del Movimiento Social Italiano y fundador del movimiento de extrema derecha Ordine Nuovo, fueron arrestados. Se les acusó de haber planeado los ataques terroristas del 25 de abril de 1969 en la Feria de Milán y la Estación de Trenes, así como varios otros ataques a trenes llevados a cabo el 8 y 9 de agosto del mismo año. Freda y Ventura luego fueron acusados de estar involucrados en el atentado de la Piazza Fontana.
Los investigadores dieron varias razones por las cuales creían que la pareja estaba involucrada:
- La composición de las bombas utilizadas en la Piazza Fontana era idéntica a la de los explosivos que Ventura escondió en la casa de un amigo varios días después de los ataques.
- Los temporizadores Diehl Junghans utilizados en el ataque provenían de un lote de cincuenta comprados por Freda el 22 de septiembre de 1969 en una tienda de Bolonia. Freda luego explicó que compró los temporizadores para Mohamed Selin Hamid, un agente de los servicios secretos de Argelia (cuya existencia ha sido negada por las autoridades argelinas) para la resistencia palestina. Fuentes de los servicios secretos de Israel han afirmado que ningún temporizador de ese tipo fue utilizado por los palestinos.
- Las bolsas donde se escondían las bombas fueron compradas en Padua, la ciudad donde vivía Freda, pocos días antes de los ataques.

En 1974, el juicio fue trasladado de Milán a Catanzaro. El 4 de octubre de 1978, la policía descubrió que Freda había desaparecido del apartamento en Catanzaro donde había estado viviendo. El 23 de febrero de 1979 fue declarado culpable por el atentado de la Piazza Fontana y condenado a cadena perpetua.
El 23 de agosto de 1979, Freda fue arrestado en Costa Rica y extraditado a Italia. Le siguieron varios juicios más. El 20 de marzo de 1981, Freda fue condenado a 15 años de prisión por «asociación subversiva». Sin embargo, su condena a cadena perpetua por el atentado de la Piazza Fontana fue anulada el 1 de agosto de 1985 por falta de pruebas. La condena de Ventura también fue anulada. En 1987, fue absuelto por la Corte Suprema de Casación por falta de pruebas.
En la década de 1990 se realizaron nuevas investigaciones sobre la Piazza Fontana. Los investigadores han afirmado que, debido a nuevos testigos, creen que Freda y Ventura estuvieron involucrados en el atentado terrorista. Sin embargo, la pareja no puede ser enjuiciada nuevamente ya que fueron absueltos del delito en 1987.